# 希腊广播电视公司
希腊广播电视公司（希臘語：Ελληνική Ραδιοφωνία Τηλεόραση），为希腊的一家国有广播电视公司。它是欧洲广播联盟成员之一，88%的资金来源于收视许可证费用。
2011年8月19日，公司宣布该公司将成为一个公众公司，不再作为国有公司。
2013年6月11日，希腊政府宣布关闭国家广播电视公司并即时生效，这一决定令外界感到非常震惊。据悉，希腊政府此举是为了降低国家财政赤字，但近2700名员工受到影响。
2015年宣布復播。